# Легницький повіт
Легницький повіт (пол. powiat legnicki) — один з 26 земських повітів Нижньосілезького воєводства Польщі.
Утворений 1 січня 1999 року в результаті адміністративної реформи.

## Загальні дані
Повіт знаходиться у центральній частині воєводства.
Адміністративний центр — місто Легниця (не входить до складу повіту).
Станом на 1.01.2008 населення становить 53 251 осіб, площа 744,08 км².
На терени повіту були депортовані 2149 українців з українських етнічних територій у 1947 році (т. з. акція «Вісла»).

## Демографія
Демографічні дані повіту станом на 30.06.2005:
|       | Всього | Всього | Жінки  | Жінки | Чоловіки | Чоловіки |
| ----- | ------ | ------ | ------ | ----- | -------- | -------- |
|       | осіб   | %      | осіб   | %     | осіб     | %        |
| Повіт | 52 996 | 100    | 27 206 | 51,3  | 25 790   | 48,7     |
| Міста | 18 196 | 100    | 9441   | 51,9  | 8755     | 48,1     |
| Села  | 34 800 | 100    | 17 765 | 51    | 17 035   | 49       |